# Библиотека Александрина

Библиотека Александрина.

Библиоте́ка Александри́на (лат. Bibliotheca Alexandrina, араб. مكتبة الإسكندرية‎, DMG Maktabat al-Iskandarīyah) или Но́вая Александри́йская библиоте́ка — библиотека и культурный центр, расположенный на берегу Средиземного моря в египетском городе Александрия. Библиотека построена на предполагаемом месте Александрийской библиотеки, разрушенной в древности.

## История

Вид библиотеки со стороны Средиземного моря.

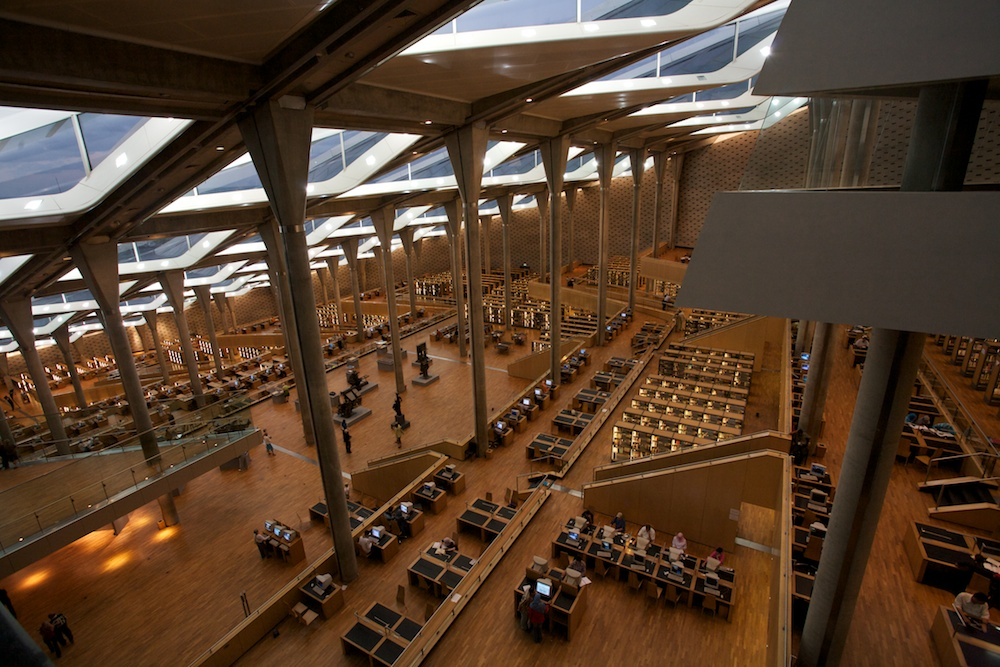
Читальный зал библиотеки.

Идея постройки библиотеки недалеко от того места, где когда-то стояла древняя античная Александрийская библиотека возникла в 1974 году и принадлежала группе профессоров Александрийского университета. Воссоздание древней библиотеки было не только принято другими лицами и учреждениями, но и получило поддержку египетских политиков. Одним из ведущих сторонников этого проекта был бывший президент Египта Хосни Мубарак, также этот проект был поддержан ЮНЕСКО. Эта инициатива египетского правительства, ЮНЕСКО и Александрийского университета была предпринята с целью «восстановления Александрии как одного из великих интеллектуальных и культурных центров XXI века». Участие ЮНЕСКО, начавшееся в 1986 году, создало прекрасную возможность для того, чтобы этот проект действительно стал международным по своей направленности.
Был выкуплен земельный участок, и в 1988 году тогдашним президентом ЮНЕСКО был заложен краеугольный камень новой библиотеки. В архитектурном конкурсе на проект библиотеки победило норвежское архитектурное бюро Snøhetta и австрийский архитектор Кристоф Капелле и египетский архитектор Ихаб Эль-Хаббак, были выбраны из более чем 1400 заявок. Эта архитектурная команда состояла из десяти членов, представляющих шесть стран. Для строительства был создан консорциум во главе с Snøhetta, английскими и итальянскими строительными компаниями. Кроме того, ЮНЕСКО создала международную комиссию по Александрийской библиотеке, в состав которой вошли высокопоставленные представители из 18 различных стран и организаций.
Вопрос о финансировании библиотеки был решён на конференции в Асуане: правительства Ирака, Саудовской Аравии и Объединённых Арабских Эмиратов предоставили 65 млн долларов США, 27 млн долларов были пожертвованы ещё 26 странами, правительство Египта выделило 120 млн, также в финансировании приняло участие ЮНЕСКО.
В 1992 году начались предварительные работы по строительству библиотеки, в 1995 году — непосредственно работы, которые были закончены в 2001 году. 16 октября 2002 года в присутствии множества руководителей иностранных государств состоялось торжественное открытие библиотеки.
Книги на английском, арабском, французском языках. В 2010 году 500 тысяч книг передала в дар Национальная библиотека Франции, что подняло александрийскую библиотеку на 6 место среди франкофонных библиотек и крупнейшей в арабском мире и Африке с таким количеством книг на французском языке.

## Особенности здания и библиотеки
Библиотека рассчитана на хранение 8 млн книг, главный читальный зал имеет площадь 70 000 м² на 11 каскадных уровнях. Комплекс также включает в себя конференц-центр, специализированные библиотеки для слепых, подростков и детей, три музея (музеи древностей, рукописей и Садата), четыре галереи искусств, планетарий, лабораторию по реставрации рукописей.
Комплексу свойственна весьма выразительная архитектура. Концепция здания библиотеки основывается на символике юга. Здание подобно солнечному диску, приподнятому к югу и наклонённому к северу. Стеклянные поверхности наклонённой к северу крыши пропускают вниз в библиотеку северный свет.
Главный зал для чтения расположен под 32-метровой остеклённой крышей, опрокинутой к морю наподобие солнечных часов и насчитывающей 160 м в диаметре. Стены облицованы асуанским гранитом, с высеченными на нём графемами из 120 различных человеческих письменных систем.
Книгохранилища расположены под землёй, предприняты меры для предохранения книг от губительного воздействия морской соли, содержащейся в воздухе. От ветра с моря здание закрыто вспомогательной стеной.
Собрания трудов в Библиотеке Александрина были пожертвованы со всего мира. Переданные испанские документы относятся к периоду правления мавров. Францией переданы документы, имеющие отношение к строительству Суэцкого канала. В библиотеке расположено зеркало Архива Интернета.

## Партнерство с интернет-архивом
Партнерство библиотеки Александрина и интернет-архива строится с целью сохранения наследия для будущих поколений и обеспечения всеобщего доступа к человеческим знаниям. Библиотека была местом первого зеркального отображения и внешнего резервного копирования интернет-архива. Интернет-архив пожертвовал библиотеке пять миллионов долларов США, в том числе:
- 10 миллиардов веб-страниц, охватывающих 1996—2001 годы с более чем 16 миллионов сайтов
- 2000 часов египетских и американских телевизионных передач
- 1000 архивных фильмов
- 100 терабайт данных на 200 компьютерах
- Устройство для сканирования книг для местного пользования[11]

## Библиотечные услуги
Миссия библиотеки Александрина состоит в том, чтобы быть центром передового опыта в выпуске и распространении знаний и быть местом диалога, обучения и взаимопонимания между культурами и народами. В ней проводятся книжные ярмарки, презентации книг, церемонии, кино, конкурсы, концерты, конференции, образовательные курсы, выставки, фестивали, форумы, лекции, встречи, спектакли, презентации, читательские мероприятия, круглые столы, шоу, театры, учебные курсы, видеоконференции и семинары для взрослых, детей, молодёжи и академического сообщества.

### Главная библиотека
Может вместить до миллионов книг.

### Шесть специализированных библиотек
- Художественно-мультимедийная библиотека
- Библиотека имени Таха Хусейна для слабовидящих
- Детская библиотека
- Библиотека для молодёжи
- Библиотека микроформ
- Библиотека редких книг и специальных коллекций[16]

### Копия интернет-архива
В библиотеке можно распечатать книги или документы по запросу с помощью специализированной техники.

#### Библиотека имени Таха Хусейна для слепых и слабовидящих
Библиотека Таха Хуссейна содержит материалы для слепых и слабовидящих с помощью специального программного обеспечения, которое позволяет читателям читать книги и журналы. Он назван в честь Таха Хусейна, египетского профессора арабского языка и литературного критика и одного из ведущих деятелей арабского Возрождения (Нахда) в литературе, который сам был ослеплен в возрасте трех лет.

#### Нобелевская секция
Содержит книжные коллекции лауреатов нобелевской премии по литературе с 1901 года по настоящее время. Нобелевская секция была торжественно открыта королевой Швеции Сильвией и королевой Норвегии Соней 24 апреля 2002 года.

### Три музея

#### Музей древностей
Основанный в 2001 году музей древностей Александрийской библиотеки является первым археологическим музеем, расположенным в библиотеке. Основными целями музея являются содействие научным исследованиям, творчеству и культурному просвещению. Коллекция музея древностей, содержащая около 1316 экспонатов, позволяет заглянуть в египетскую историю от эпохи фараонов до завоевания Александром Македонским, римской эпохи до появления ислама в Египте. Коллекция включает в себя подводные древности, со дна Средиземного моря вблизи восточной гавани и залива Абукир.
Музей предоставляет описания экспонатов на трёх языках: английском, арабском и французском.

#### Музей манускриптов
Музей рукописей предоставляет посетителям и исследователям редкие рукописи и книги. Основанный в 2001 году, музей рукописей содержит самую большую в мире коллекцию цифровых рукописей. Это академическое учреждение, которое является филиалом Александрийской библиотеки. Заявленные цели музея это сохранение наследия, воспитание человеческих кадров в деле сохранения и реставрации рукописей, формирование поколения новых реставраторов.
Музей рукописей работает параллельно с центром рукописей, обеспечивающим цифровой доступ к более чем 6000 редких книг, картам и документам из коллекции музея. В музее расположены три секции:
- Редкие коллекции: этот раздел включает уникальные предметы Александрийской библиотеки, такие как оригинальные рукописи, ранние печатные книги, карты и старинные монеты[24].
- Микрофильм: этот раздел включает в себя микрофильмы около 30 000 редких рукописей и 50 000 документов, а также коллекцию из британской библиотеки около 14 000 арабских, персидских и турецких рукописей, которая считается самой большой коллекцией в Европе. Кроме того, посетители могут найти обширный архив национальных и арабских газет.
- Музеографическая экспозиция: этот раздел делится на выставочную галерею и передвижную выставочную галерею. В выставочной галерее представлены электронные издания манускриптного центра и избранные цифровые рукописи.

#### Музей Садата
В этом музее хранится много личных вещей президента Египта Анвара аль-Садата. Коллекция включает в себя его мундир, его нобелевскую премию, его экземпляр Корана, несколько его писем, фотографии его и его семьи, а также окровавленный мундир, который он носил в день своего убийства. В музее также хранится запись того, как Садат читает отрывок из Корана и различные газетные статьи, написанные о нём.

### Постоянная экспозиция

#### Электронная коллекция
- Наш цифровой мир: на данной выставке представлены некоторые цифровые проекты библиотеки, в том числе цифровые архивы бывших президентов, научный Суперкурс и Энциклопедия жизни (Эол)[25]. Кроме того, доступны цифровые версии ценных книг, таких как Описание Египта и L’Art Arabe.

#### Персональные коллекции
- Мир Шади Абдель Салама: эта выставка содержит множество работ и эффектов египетского кинорежиссёра, сценариста и художника по костюмам Шади Абдель Салама, подаренных его семьёй библиотеке для постоянной экспозиции. Она включает в себя его личную библиотеку, часть его мебели, несколько наград, а также множество раскадровок картин и костюмов из нескольких его фильмов[26].
- Впечатления об Александрии: данная выставка разделена на такие два раздела как Александрия глазами художников и путешественников и Космополитическая Александрия: фотографическая память[26]. В первом разделе представлены оригинальные литографии путешественников и художников, карты и гравюры об Александрии за период с XV-го по XIX-й век. В последнем разделе представлены фотографии с XIX-го по середину XX-го века, привлекающие внимание к культурным произведениям писателей и художников того времени.

### Культурама
Зал «Культурама» состоит из огромного 180-градусного панорамного интерактивного компьютерного экрана диаметром 10 метров, состоящего из девяти отдельных плоских экранов, расположенных полукругом, и девяти видеопроекторов, управляемых одним компьютером. Культурама включила отображение информации, которая никогда не могла бы быть чётко отображена с помощью обычной компьютерной системы отображения.
Он был разработан египетским центром документации культурного и природного наследия и получил свой патент в 2007 году.
Он отображал 3 периода из истории Египта:
- Древнеегипетский период
- Основные моменты развития ислама
- Современный Египет

### VISTA
Виртуальные иммерсивные научно-технические приложения. Он используют пещерную технологию. VISTA включает в себя несколько проектов, включая:
- Модель Александрийской библиотеки: полное виртуальное воссоздание библиотеки, включая главное здание библиотеки, планетарий, учебные комнаты и даже мебель библиотеки, будет ясно и точно видно в этой демонстрации.
- Сфинкс
- Визуализация социально-экономических данных: новый метод визуализации многомерных числовых данных. В тематическом исследовании используются данные, предоставленные ООН, включая здравоохранение, ожидаемую продолжительность жизни и уровень грамотности за 25-летний период в некоторых странах.

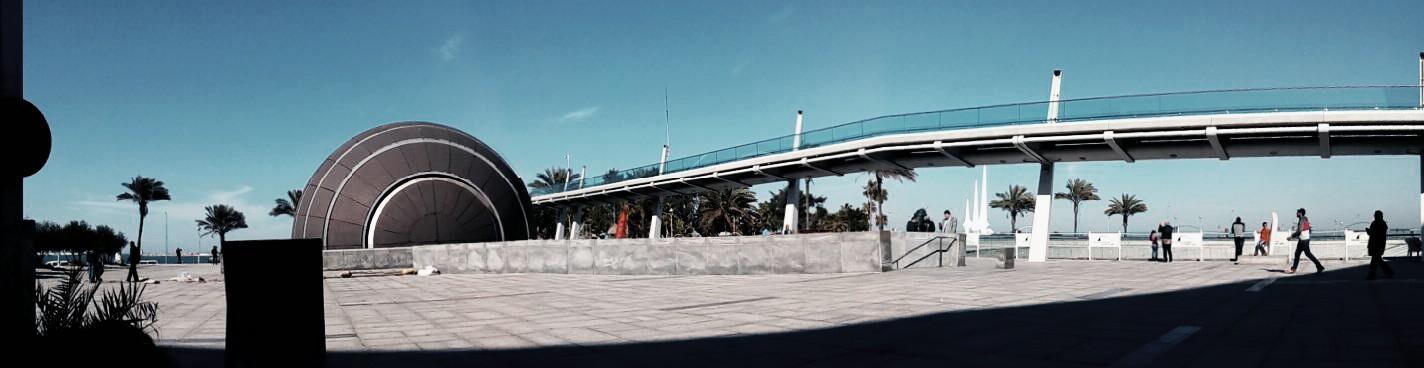
Панорамное фото с планетарием.

### Хранилище цифровых активов
Хранилище цифровых активов это система, разработанная в Александрийской библиотеке Международной школой информационных наук для создания и поддержания цифровых библиотечных коллекций и сохранения их для будущих поколений, а также обеспечения бесплатного публичного доступа к оцифрованным коллекциям библиотеки через веб-поиск и просмотр объектов через веб-сайт DAR.

## Руководство
Директором-основателем был Исмаил Серагельдин, который занимал этот пост до мая 2017 года. Он также был председателем совета директоров каждого из дочерних научно-исследовательских институтов и музеев Библиотеки Александрина. Его сменил нынешний управляющий доктор Мустафа эль-Феки.

## Постреволюционная деятельность
В 2011 году Александрийская библиотека провела ряд симпозиумов в поддержку египетского общества и уделила особое внимание египетской революции 2011 года, египетской конституции и демократическому правительству в арабских странах. Библиотека также отображает фотогалерею революции 25 января 2011 года и работает над документированием её в самых разнообразных форматах. Во время беспорядков в городе, в процессе революции, жители Александрии выстроились в живую цепь вокруг библиотеки, чтобы защитить её от толпы мародёров, которые, поджигали и крушили всё на своём пути.

## Критика
Критика библиотеки исходит главным образом из двух точек зрения. Многие утверждают, что библиотека это белый слон, которого современному Египту не выдержать, и является для египетского правительства не более чем тщеславным проектом. Кроме того, есть опасения, что цензура, долгое время являвшаяся проклятием египетской науки, повлияет на коллекцию библиотеки. Кроме того, сложная и специфическая архитектура здания (которая должна имитировать восходящее солнце) расстроила тех, кто считал, что слишком много денег тратится на непонятную архитектуру, нежели на приобретение книг для библиотеки. Из-за отсутствия свободных фондов в 2002 году библиотека насчитывала всего 500 000 книг, что было низким показателем по сравнению с другими национальными библиотеками (Однако в 2010 году библиотека получила ещё 500 000 книг из Национальной библиотеки Франции). Было подсчитано, что при нынешнем уровне финансирования, потребуется 80 лет, чтобы заполнить библиотеку до отказа. Для покупки книг для своей коллекции, библиотека в значительной степени полагается на пожертвования.

## Галерея

Здание
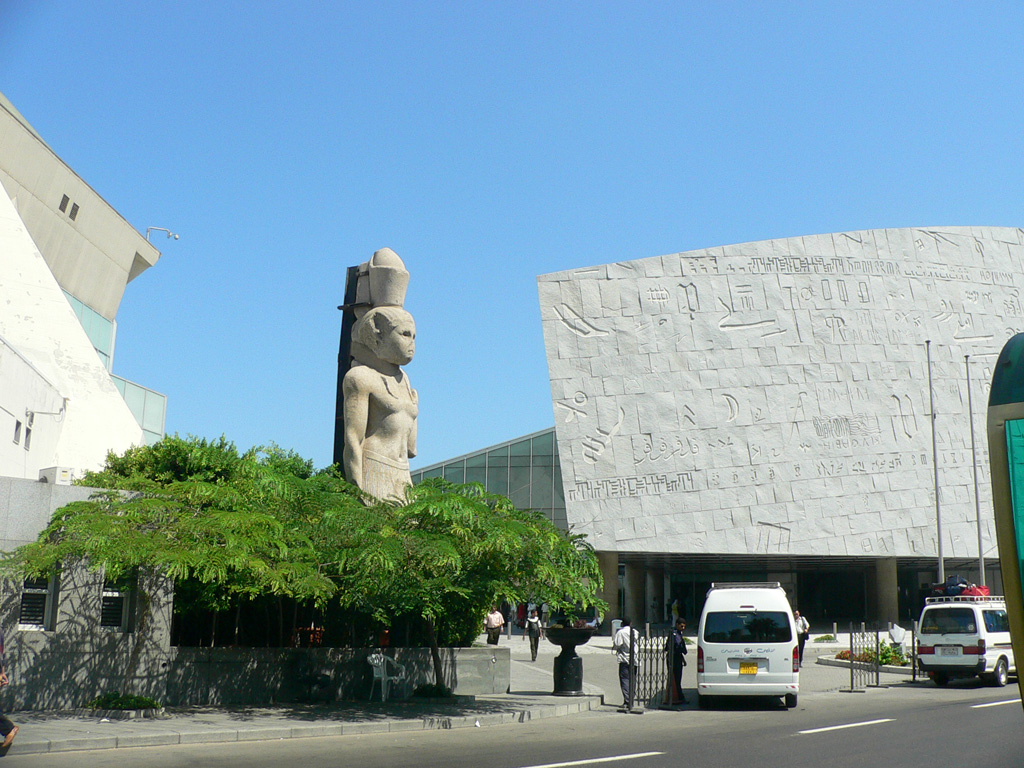
Древняя статуя перед конференц-центром.
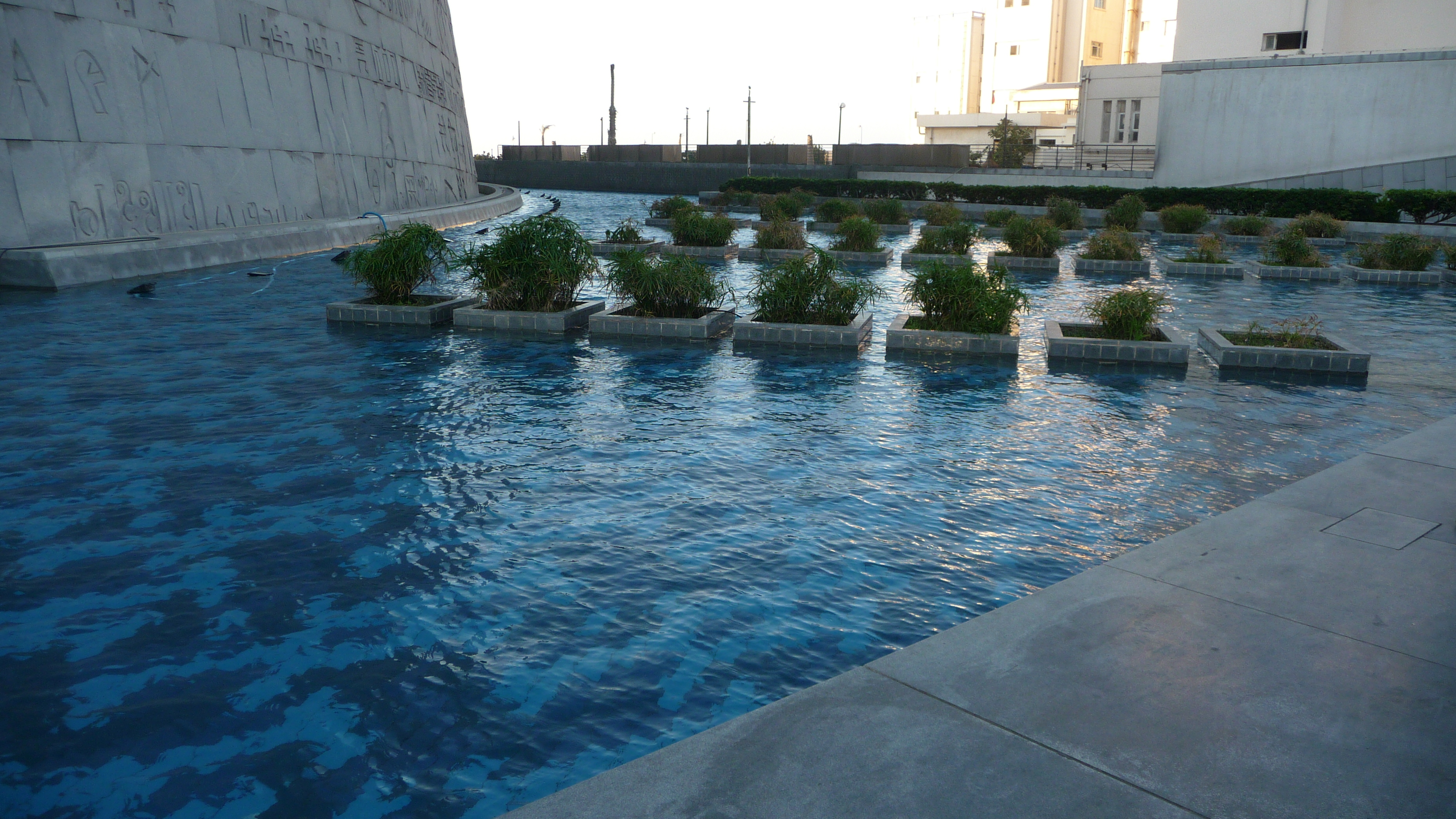
Бассейн библиотеки, примыкающий к внешней стене библиотеки.
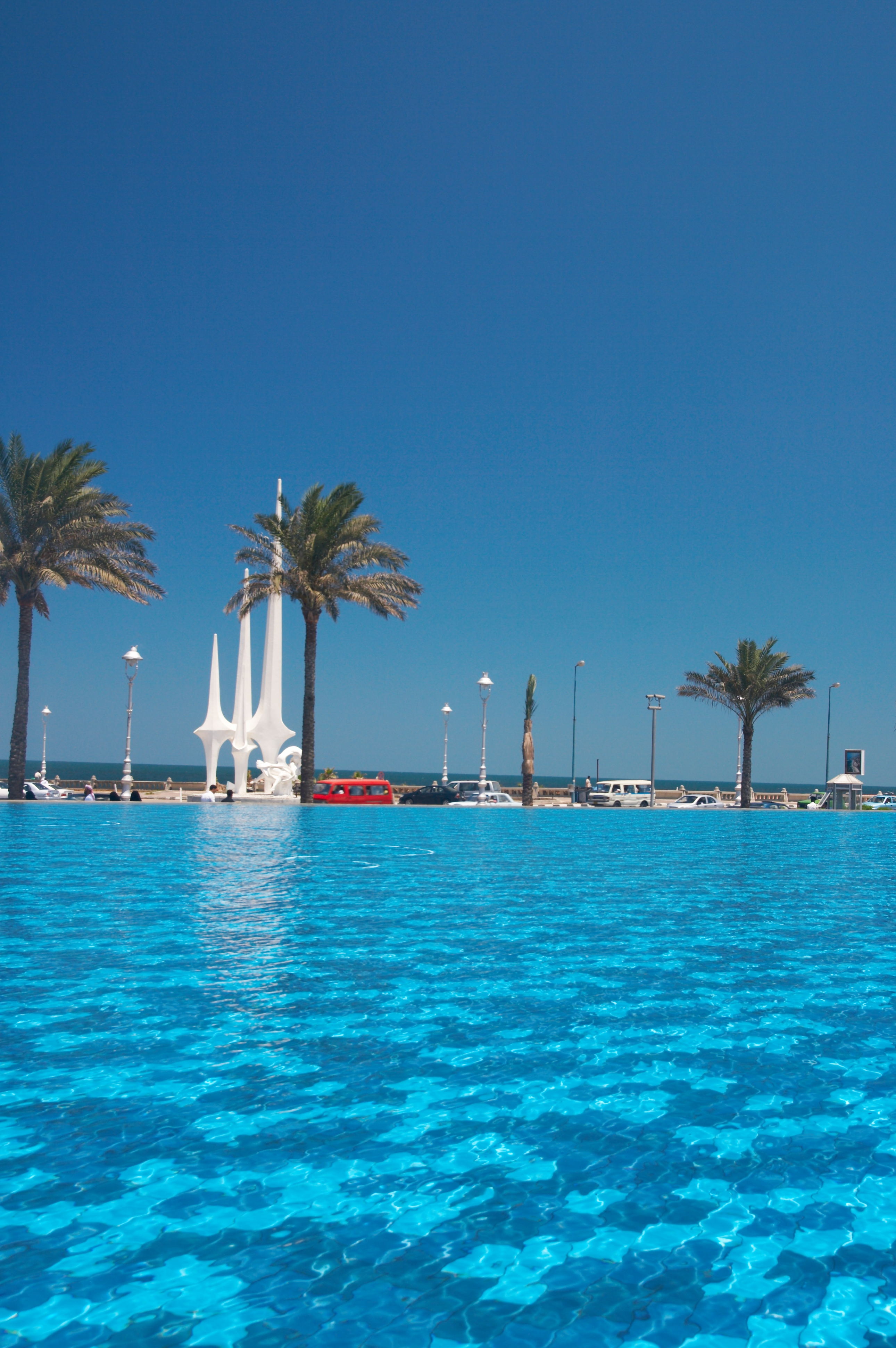
Бассейн Александрийской библиотеки с видом на море на заднем плане.
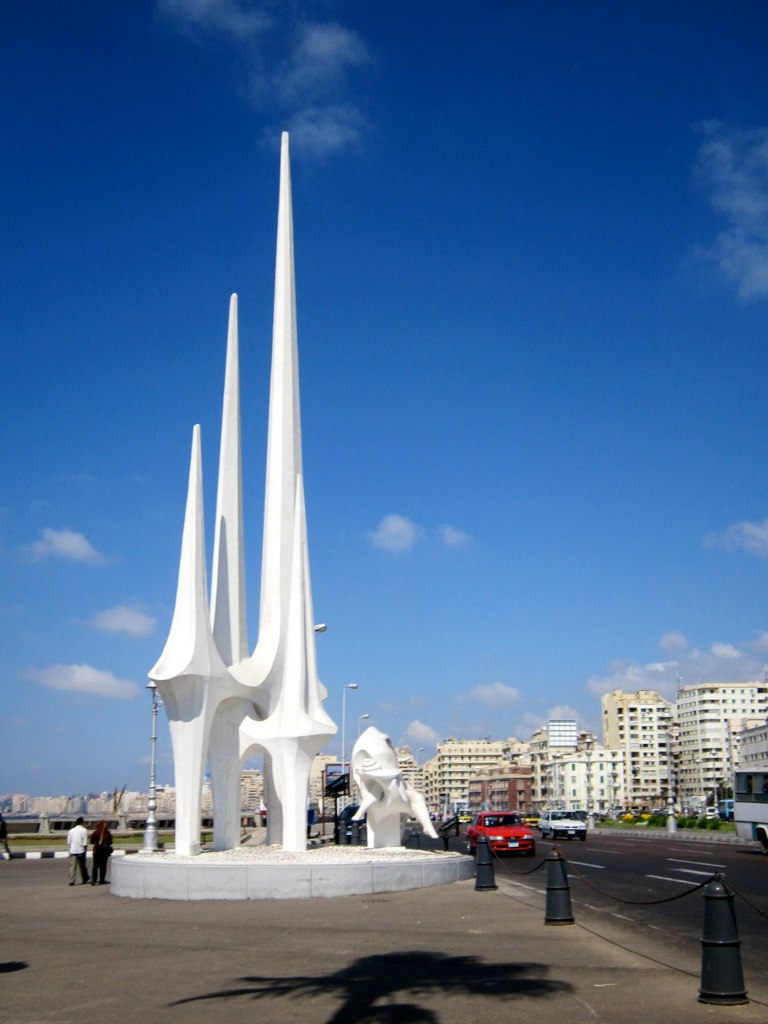
Белая статуя перед Александрийской библиотекой.
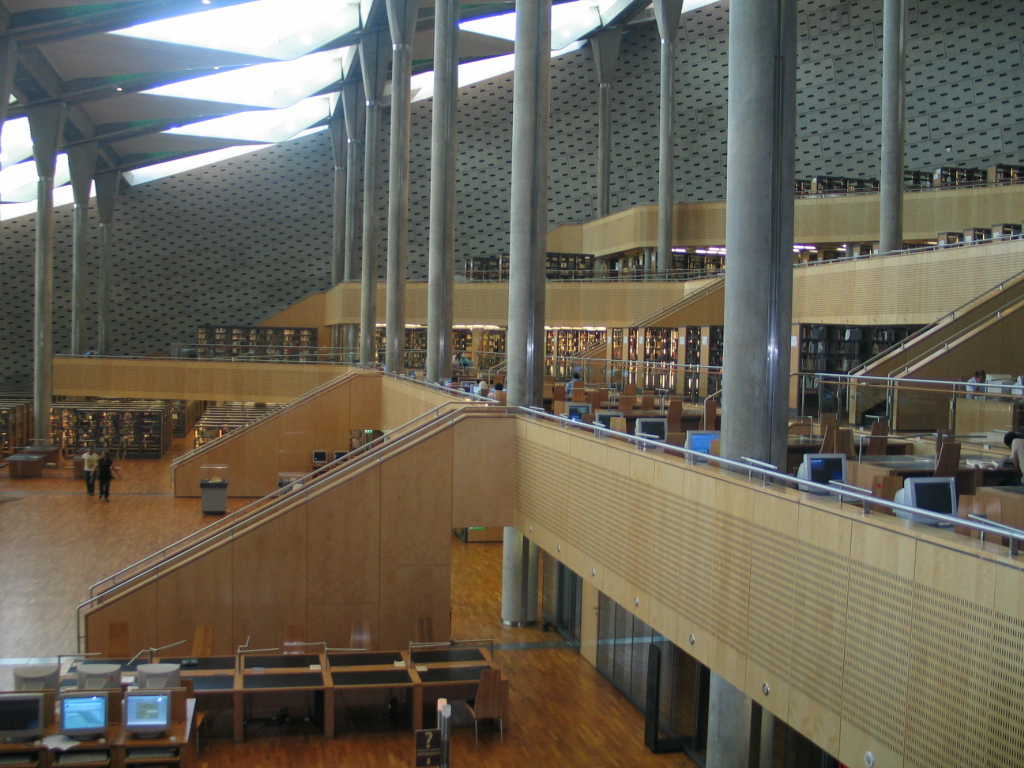
Внутренний вид библиотеки Александрина.

Музей Древностей
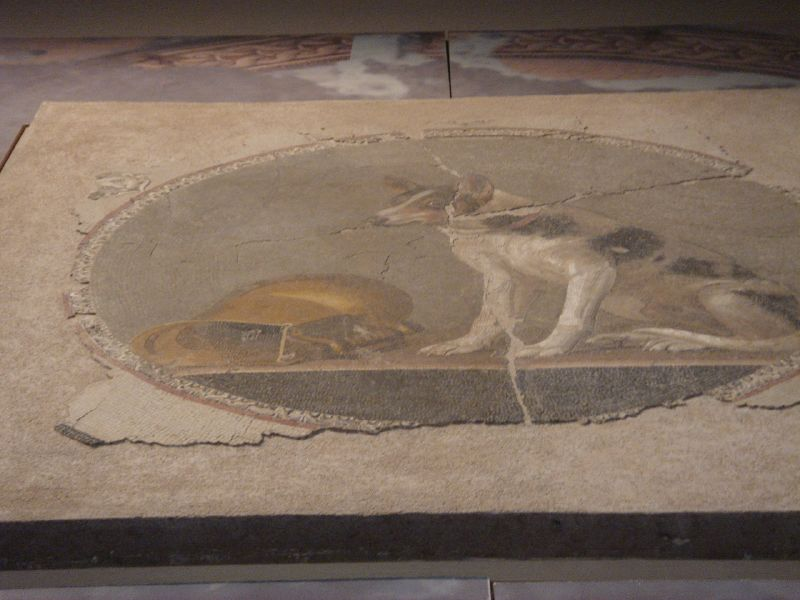
Древняя мозаика, найденная при раскопках под Александрийской библиотекой.
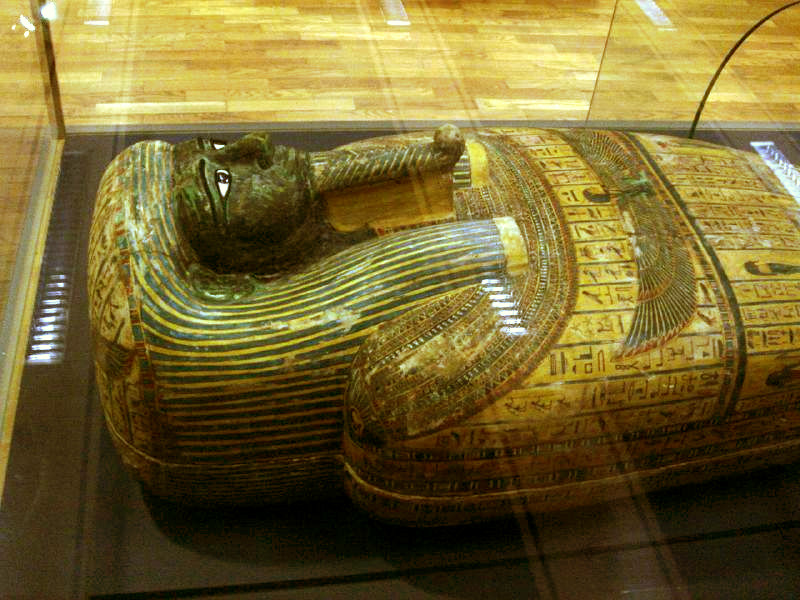
Саркофаг Аба I, 600 год до н. э.
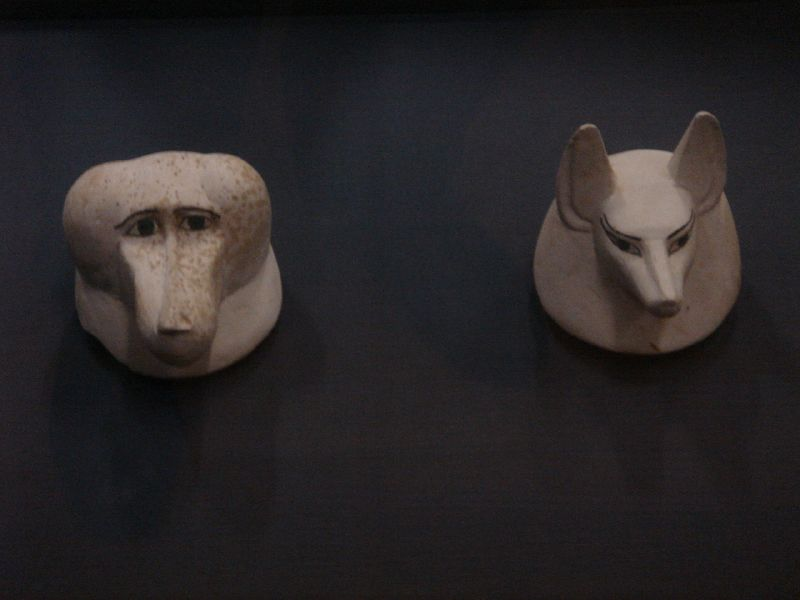
Два погребальных артефакта, изображающие обезьяну и шакала.
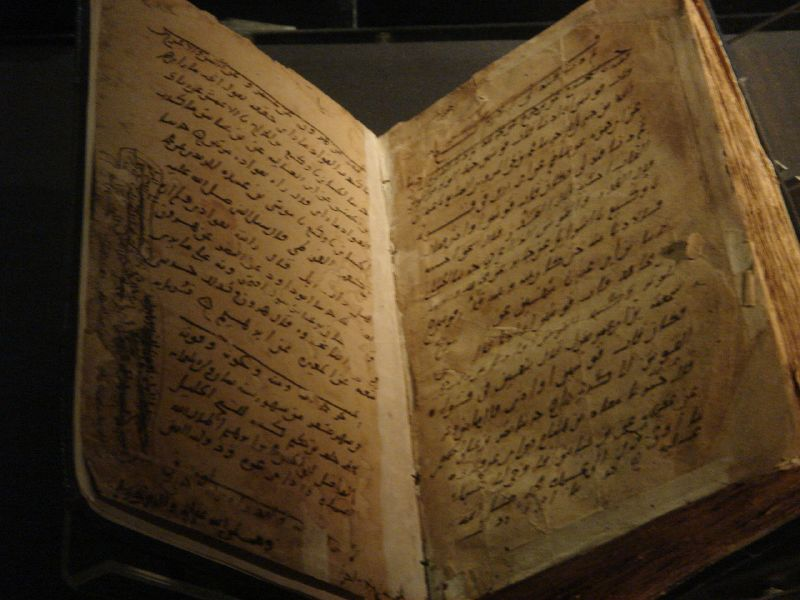
Старая рукопись Корана.
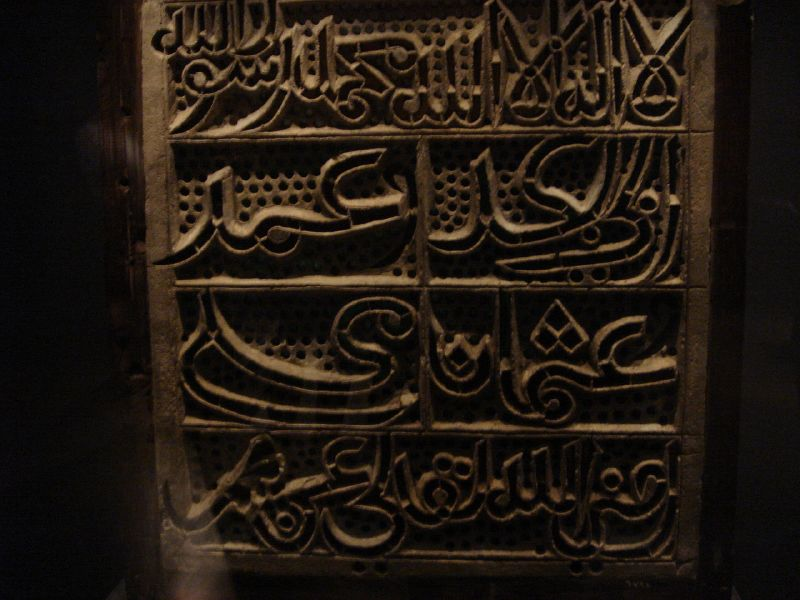
Старое окно с надписями, где написаны имена четырёх праведных халифов.